# Aiouea obscura
Aiouea obscura är en lagerväxtart som beskrevs av H. van der Werff. Aiouea obscura ingår i släktet Aiouea och familjen lagerväxter. Inga underarter finns listade i Catalogue of Life.